# Дуб скельний
Дуб ске́льний (Quercus petraea) — вид деревних рослин родини букових (Fagaceae). Поширений в Європі та Західній Азії, в Україні — у західних регіонах і в Криму. Ряд рідкісних угруповань дуба скельного занесені до Зеленої книги України.

## Опис

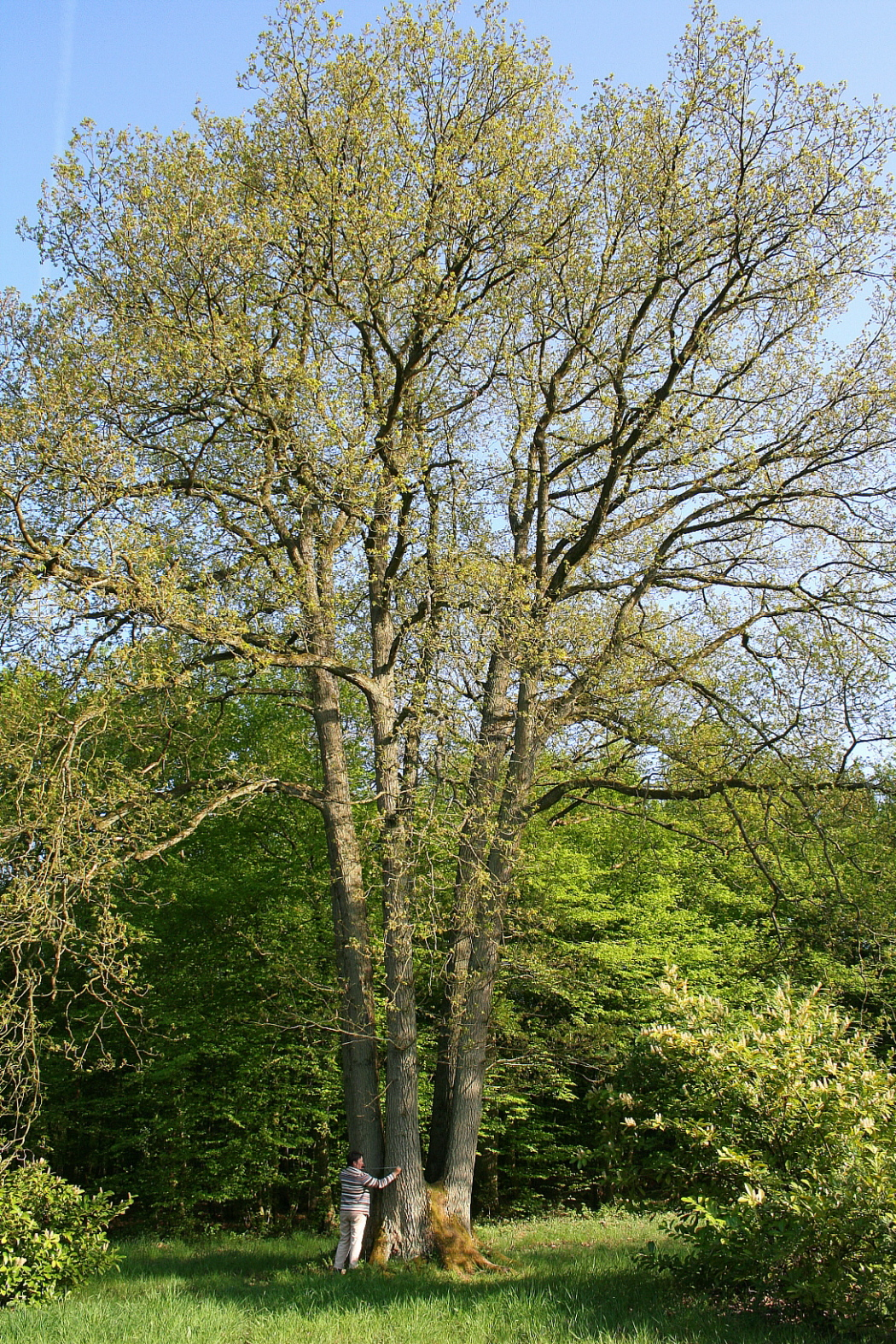

Дерево заввишки 28—35 м із діаметром до 1 м. Живе 400—500 років. Крона у молодому віці правильна, яйцеподібна, із рівномірними розміщеними гілками і листям. У старих шатроподібна, неширока. Стовбури у насадженнях стрункі, повнодеревні, високо очищені від сучків і добре виражені до вершини. Кора ясно-сіра або сіра до темної, відносно товста (5—7 см.) і м'яка, поздовжно дрібноборозенчаста, а внизу глибоко тріщинувата. Пагони голі. Листки завдовжки до 12 см, і завширшки 4—8 см, прості чергові, продовгувато-оберненояйцеподібні, зверху темно-зелені, блискучі, знизу ясно-зелені, зрідка покриті волосками.
Плоди — жолуді, продовгувато-бочковидні або яйцеподібні, завдовжки 1,5—3,5 см, і діаметром до 1,5 см.
За результатами досліджень Ю. М. Попа (2011) коренева система дуба скельного складається з декількох (3—8) у вигляді пучка різноспрямованих стрижневих коренів, які проникають в залежності від ґрунтово-гідрологічних умов на глибину від 0,01 м на кам'янистій поверхні до 38 м на сірому лісовому глибоко-дренованому ґрунті. Це дозволяє йому краще адаптуватися до складних ґрунтово-гідрологічних умов порівняно з дубом звичайним, який має один стриженевий корінь.
Дуб скельний відрізняється від дуба звичайного дрібнішим розміром листка на довгих (5—7 см) черешках і майже сидячими жолудями.

## Поширення
Поширений на більшій частині території Європи, в Анатолії та в Ірані. Ареал дуба скельного на території України обмежений південними схилами Українських Карпат; лісами у Гірському Криму; на південному заході лісостепу, і дуже рідко — на Поліссі (Житомирська область). Росте, за результатами досліджень С. М. Стойка (1969), на висоті 150—1090 м над рівнем моря переважно на скелястих малопотужних ґрунтах, де формує чисті деревостани. Площа таких куртин є незначною, хоча чисті діброви дуба скельного можуть мати площу до 50 га. Зрідка трапляється як домішка в букових лісах Львівщини. На Поліссі не трапляється, що зумовлено більш різкою континентальністю клімату, ніж на Закарпатті та супіщаними ґрунтами.

## Охорона
На більшій частині ареалу стан природних популяцій виду залишається більш-менш стабільним. Саме тому він, згідно Червоного списку МСОП, отримав охоронний статус «відносно благополучний вид».

### Раритетні угруповання дубу скельного

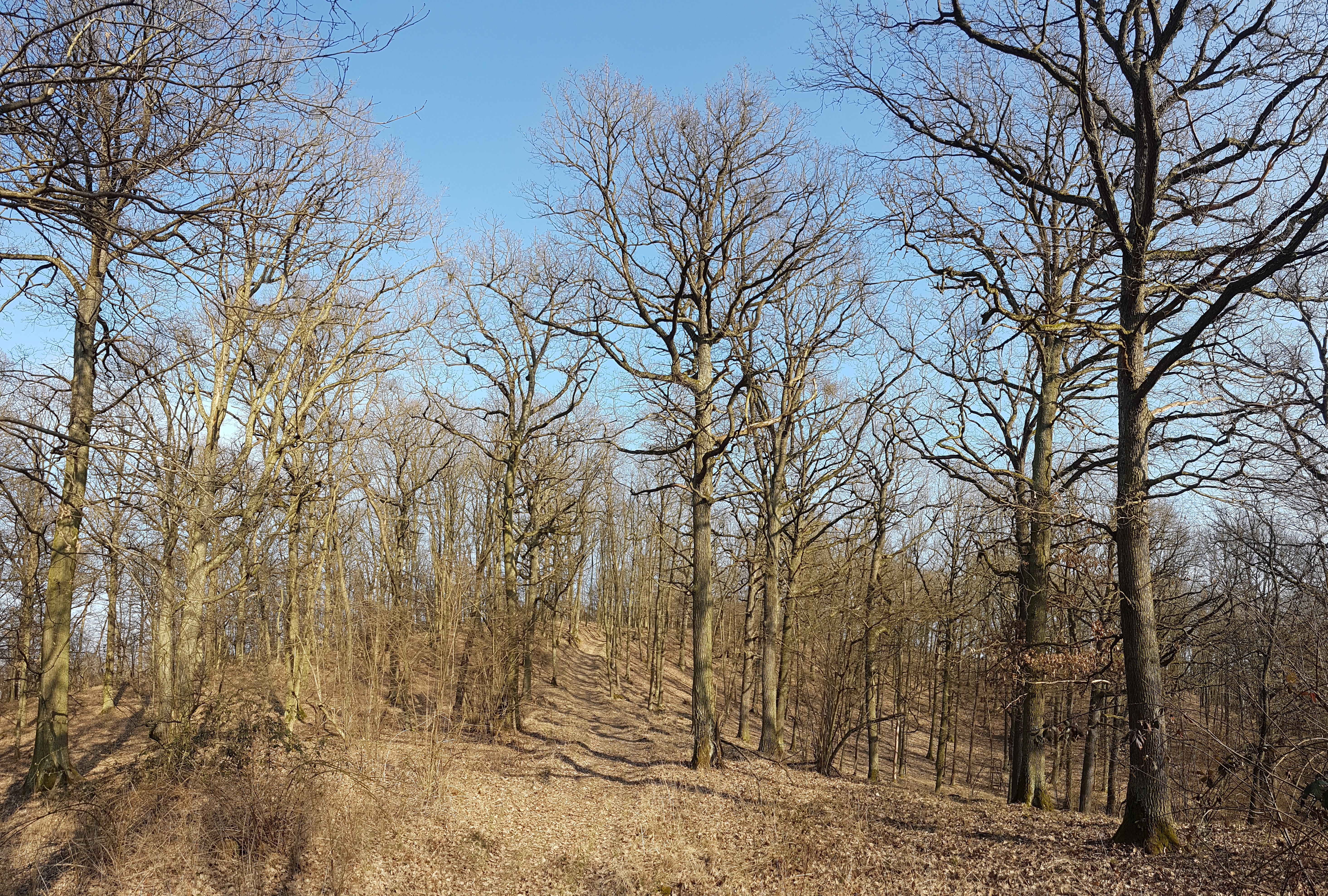

Внаслідок зведення гірських лісів та погіршення стану середовища існування ряд угруповань дубу скельного стали рідкісними і тому занесені до Зеленої книги України зокрема наступні рослинні субформації:
- австрійськодубово-скельнодубових лісів (Querceto (austriacae)-Querceta (petraeae));
- білоцвітоясенево-скельнодубових лісів (Fraxineto (orni)-Querceta (petraeae));
- білоцвітоясенево-далешамподубово-скельнодубових лісів (Fraxineto (orni)-

Querceto (dalechampii)-Querceta (petraeae));
- далешамподубово-скельнодубових лісів (Querceto (dalechampii)-Querceta (petraeae));
- звичайнососново-скельнодубових лісів (Pineto (sylvestris)-Querceta (petraeae));
- сріблястолипово-скельнодубових лісів (Tilieto (argenteae)-Querceta (petraeae));
- ялицево-скельнодубових лісів (Abieto (albae)-Querceta (petraeae)).

Австрійськодубово-скельнодубові ліси
Субформація представлена асоціацією — австрійськодубово-скельнодубовий ліс бирючиновий. Категорія охорони 2 (рідкісний тип асоційованості домінантів головного ярусу, де співедифікатор — дуб австрійський занесений до Червоної книги України). Статус охорони: рідкісні угруповання (характеризуються низьким ступенем трапляння і займають незначні площі).
Білоцвітоясенево-скельнодубових лісів
Субформація представлена асоціацією — білоцвітоясенево-скельнодубовий ліс 
валіськокострицевий. Категорія охорони 1 (рідкісний тип асоційованості домінуючих видів  деревостану, де співедифікатор головного ярусу — ясен білоцвітий — є реліктовим субсередземноморським видом, що занесений до Червоної книги України). Статус охорони: рідкісні угруповання (характеризуються низьким ступенем трапляння і займають незначні площі).
Білоцвітоясенево-далешамподубово-скельнодубові ліси
Субформація представлена асоціацією — білоцвітоясенево-далешамподубово-скельнодубовий ліс валіськокострицевий. Категорія охорони 1 (рідкісний тип асоційованості домінуючих видів  деревостану, де співедифікатор головного ярусу — ясен білоцвітий — є реліктовим субсередземноморським видом, що занесений до Червоної книги України). Статус охорони: рідкісні угруповання (характеризуються низьким ступенем трапляння і займають незначні площі).
Далешамподубово-скельнодубові ліси
Субформація представлена асоціаціями: далешамподубово-скельнодубовий ліс валіськокострицевий; далешамподубово-скельнодубовий ліс степовотимофіївковий. Категорія охорони 2 (рідкісний тип асоційованості домінуючих видів деревостану; острівна частина ареалу угруповань; співедифікатор — дуб Далешампа  — на межі ареалу). Статус охорони: рідкісні угруповання (характеризуються низьким ступенем трапляння і займають незначні площі).
Звичайнососново-скельнодубові ліси
Субформація представлена асоціацією — звичайнососново-скельнодубовий ліс чорницевий. Категорія охорони 2 (рідкісний тип асоційованості домінуючих видів деревостану; співедифікатор — реліктова сосна звичайна — у Карпатах має острівне поширення). Статус охорони: рідкісні угруповання (характеризуються низьким ступенем трапляння і займають незначні площі).
Угруповання сріблястолипово-скельнодубових лісів
Субформація представлена асоціаціями: сріблястолипово-скельнодубовий ліс волосистоосоковий;
сріблястолипово-скельнодубовий ліс запашнопідмаренниковий; сріблястолипово-скельнодубовий ліс клокичковий; сріблястолипово-скельнодубовий ліс одноквітковоперлівковий; сріблястолипово-скельнодубовий ліс перелісковий; сріблястолипово-скельнодубовий ліс плющовий. Категорія охорони 2 (рідкісний тип асоційованості домінуючих видів деревостану; острівна частина ареалу угруповань; співедифікатор — липа срібляста  — на межі ареалу). Статус охорони: рідкісні угруповання (характеризуються низьким ступенем трапляння і займають незначні площі).
Ялицево-скельнодубові ліси
Субформація представлена асоціаціями: ялицево-скельнодубовий ліс перелісковий; ялицево-скельнодубовий ліс плющовий. Категорія охорони 2 (рідкісний тип асоційованості домінантів деревостану, еколого-фітоценотичні оптимуми яких є різними; угруповання на східній межі ареалу). Статус охорони: рідкісні угруповання (характеризуються низьким ступенем трапляння і займають незначні площі).

## Значення
В порівнянні з дубом звичайним, є менш продуктивною деревною породою (фактично довжина чистого стовбура без сучків становить 3—6 м), проте щільність деревини в нього вища, що цінується в клепковому виробництві.
Дуб скельний досить декоративний своїми темно-зеленими шкірястими листками, схожими на вічнозелені. Він має такі декоративні форми: плакучу, пурпуроволисту (червоні листки навесні, зелені — влітку), особливо декоративна мушмулолиста форма.
У Британії також відомий як Корнуельський дуб, дерево є національним символом Валлії, де його називають «Валлійським дубом». У Німеччині його ще називають зимовим дубом (нім. Wintereiche).